# Pastel Yumi, the Magic Idol
Pastel Yumi, the Magic Idol (яп. 魔法のアイドルパステルユーミ Волшебная поп-звезда Пастель Юми) — японский махо-сёдзё аниме-сериал, созданный компанией Pierrot. Трансляция началась по каналу Nippon Television 7 марта 1986 года и закончилась 19 августа 1986 года. Параллельно с трансляцией серий выпускалась манга, иллюстрированная Киюко Арай. Позже главная героиня появляется в OVA серии  под названием Majokko Club Yoningumi A-kūkan kara no Alien X.

## Сюжет
Юми Ханадзоно любит цветы. Она не справляется со школьной программой, но обожает рисовать и собирается стать мангакой. Её родители держат цветочный магазин, и поэтому она имеет возможность рисовать много цветов. У Юми есть талант рисовать, но она не всегда удачно подбирает объект для своего художества. Так например в день цветочного фестиваля она развлекала детей, рисуя портреты Лели Фурокодзи на стене её особняка. В ярости леди начала стирать все рисунки из стен и чуть не наступила на одуванчик. После того, как Юми спасает одуванчик, Леди Фурокодзи падает в маковое поле. Позже к Юми прибывают два цветочных эльфа — Кикимару и Кэсимару. Они прибыли в мир людей, чтобы отблагодарить Юми за спасение цветка. Эльфа дают Юми волшебную кисточку с кончиком, сделанным из цветка мака. С помощью этих предметов можно рисовать в воздухе, произнеся при этом заклинание «Пастель Поппель Поппин-па». После этого нарисованная вещь материализуется, однако эффект будет длиться не долгое время. Юми использует магию, чтобы добраться обратно до фестиваля цветов, нарисовав лошадь (которую эльфы превращают в Пегаса). Она создаёт сама себе красивый костюм. Но магия эта имеет свои недостатки, например очень ограниченный лимит действия. Так, Юми должно всегда учитывать время действия магии, чтобы избежать непредвиденной ситуации. К тому же в отличие от предыдущих махо-сёдзё сериалов, созданных студией Pierrot у Юми нету счастливой семьи: её мать — алкоголичка, и вместе с отцом всё время ругается.

## Список персонажей
Юми Ханадзоно (яп. 花園 ユーミ)
Сейю: Сига Марико
Главная героиня сериала, ей 9 лет. Любит цветы и мечтает стать Мангакой. Она очень живая и оптимистичная. Получила в знак награды волшебную кисточку.
Момоко Ханадзоно (яп. 花園 桃子)
Сейю: Юко Мита
Мать Юко. Держит вместе с отцом цветочный магазин. Она довольно молодая женщина и даже плохо справляется с материнской ролью. Много пьёт.  В детстве мечтала стать дизайнером и поэтому помогает своей дочери реализовать её мечту.
Итиро Ханадзоно (яп. 花園 一郎)
Сейю: Ёсито Ясухара
Отец Юми, вместе с матерью управляет цветочным магазином. Очень любит цветы с раннего возраста.
Данкити Ханадзоно (яп. 花園 ダン吉)
Сейю: Кэй Томияма
Дед по отцовской линии главной героини. Весёлый и энергичный человек. Несмотря на свой преклонный возраст, часто вступает в конфликты с сыном (отцом Юми)
Кёхэй Мидзава (яп. 三沢 恭平)
Сейю: Ю Мидзусима
Частый посетитель в цветочном магазине Ханадзоно.Скромный и обаятельный молодой человек, всегда окружён вниманием девушек, благодаря его особой работе — инструктаж по правильному использованию дельтаплана. Его любовь к полётам отражает его лёгкий и порой меланхоличный характер. Мать Юми видит в нём «идеального человека»
Кэнта Мидзава (яп. 三沢 健太)
Сейю: Тика Сакамото
Младший брат Кёхэя.Одноклассник и лучший друг Юми, щедрый и чувствительный парень. Он не похож на своего брата и порой завидует его красоте и таланту. Однако из-за этого не падает духом.
Кэсимару и Какимару (яп. ケシ丸 と かき丸)
Сейю: Юрико Футидзаки и  Миина Томинага
Волшебные существа, которые отправились из «мира цветов» в «мир людей». Они дарят Юми волшебную кисточку, которая может рисовать и материализовать вещи.

## Majokko Club Yoningumi A-kūkan kara no Alien X
Юми, Персия, Мами,  Эми и Лала объединяют свои силы, чтобы противостоять инопланетянам, прибывшим из луны. Для этого каждая девочка используют собственную магию. В этой серии нету особого продвижения сюжета, а скорее она демонстрирует способности девочек, которые присутствовали ранее в сериалах. Данная серия была создана специально для фанатов предыдущих сериалов, также с целью разбудить интерес в людях к просмотру махо-сёдзё сериалов, созданный студией Pierrot.

## Список серий
1. Machi wa Mahō de Hanazakari
2. Mahō no Suteki na Tsukai Kata
3. Yoroshiku Bōken Girl
4. Ojii-chan Adventure
5. Kami Hikōki kara no Dengon
6. Futari no Fukurokōji-san
7. Namida no Diet Nikki
8. Mōichido Romance
9. Tobe Ai no Tsubasa de Sky High
10. Itazura Bake ni Goyōjin
11. Fushigi? Ōgontori Densetsu
12. Onee-sama wa Tsurai yo
13. Omakase Cupid
14. Omoide ni Kieta Kakimaru
15. Yōsei ga Kureta Ongakukai
16. Sumire Iro no Hatsukoi
17. Yumi-chan Ki o Tsukete
18. Hassha Bell ga Naru made
19. Hanabira no Step
20. Hana o Aishitemimasen ka?
21. Habatake Sora e Kaze o Ukete
22. Koi no Miscast
23. Iedeshita Otō-san
24. Sayonara Flower Town
25. Wasurenaide Memory